# Stanisław Lassota
Stanisław Czesław Maria Lassota (ur. 20 lipca 1909 w Kamionce Strumiłłowej, zm. 1 lutego 2001 w Warszawie) – inżynier, konstruktor lotniczy.

## Życiorys
Pochodził z rodziny inteligenckiej, jego ojciec był nauczycielem. W 1931 r. zdał egzamin maturalny i rozpoczął studia na Wydziale Mechanicznym Politechniki Lwowskiej. W połowie 1936 r., wspólnie z Mieczysławem Mittisem, opracował studium konstrukcyjne motoszybowca ZASPL Osa. Z uwagi na problemy finansowe Warsztatów Szybowcowych ZASPL nie doszło do budowy prototypu. W lipcu 1938 r. odbył kurs skoków spadochronowych z wieży w Bielsku, po jego ukończeniu miał prawo do noszenia znaku sportu spadochronowego III kategorii. We wrześniu 1938 r. dyplom inżyniera na Oddziale Lotniczym Politechniki Lwowskiej. 1 października 1938 r. został zatrudniony w biurze konstrukcyjnym Podlaskiej Wytwórni Samolotów. Został przydzielony do zespołu projektowego inż. Wacława Czerwińskiego, gdzie pracował przy projekcie samolotu PWS-33 Wyżeł. W 1939 r. pracował również nad projektem PWS-41.
Po wybuchu II wojny światowej pozostał na ziemiach okupowanych przez ZSRR. Początkowo pracował jako nauczyciel w Kamionce Strumiłłowej, następnie został zatrudniony w Płaniernyj Zawod Nr 5, gdzie pracował przy projektowaniu szybowca akrobacyjnego G-9. Po ataku III Rzeszy na ZSRR ponownie znalazł schronienie w rodzinnej Kamionce, pracował jako technik na kolei.
Po wyzwoleniu terenów, na których się znajdował w grudniu 1944 r., zgłosił się służby w Wojsku Polskim. Początkowo otrzymał przydział do 15 samodzielnego zapasowego pułku lotniczego w Sadkowie, następnie, z uwagi na jego wykształcenie, został przeniesiony do zakładów PZL w Mielcu. Zajął stanowisko kierownika biura konstrukcyjnego, odpowiadał za remont samolotów Pe-2. W 1945 r., wspólnie z inż. Marianem Wasilewskim, zaprojektował motoszybowiec Ikar 1. Projekt, w konkursie Ministerstwa Komunikacji, zdobył drugie miejsce.
Od połowy 1946 r. pracował w Centralnym Studium Samolotów (CSS) w Warszawie, gdzie brał udział w pracach konstrukcyjnych przy CSS-10. Był również członkiem zespołu inż. Leszka Dulęby i brał udział w pracach nad samolotem pasażerskim CSS-12. W 1946 r. pod jego kierownictwem została opracowana dokumentacja konstrukcyjna dostosowująca samolot Po-2 do licencyjnej produkcji w Polsce jako CSS-13. Po przekształceniu CSS w Wytwórnię Sprzętu Komunikacyjnego Nr 4 od jesieni 1951 r. nadzorował produkcję CSS-13. W późniejszym okresie kierował pracami nad przygotowaniem dokumentacji produkcji seryjnej samolotów LWD Junak 2, Junak 3, sanitarnej wersji CSS-13 oraz TS-8 Bies. W latach 1952–1972 był jednym z redaktorów miesięcznika „Technika Lotnicza”.
W 1955 r. odpowiadał za przygotowanie dokumentacji produkcyjnej samolotu Jak-12. W 1956 r. został kierownikiem, działającego w ramach WSK-4, biura konstrukcyjnego TK i odpowiadał za opracowanie dokumentacji samolotu PZL-101 Gawron. W 1958 r. stworzył, na etapie studiów, projekt motoszybowca, który nie został przekazany do dalszej realizacji. Na początku lat 60. XX wieku został włączony do zespołu konstrukcyjnego Marcina Fortuńskiego i pracował nad wersją fotogrametryczną samolotu PZL MD-12F. W późniejszych latach pracował jako główny konstruktor przy projekcie samolotu PZL-102 Kos oraz szybowca PZL-103. W 1964 r. kierował zespołem, który opracował dokumentację licencyjną samolotu PZL-104 Wilga C w języku angielskim.
W 1974 r. przeszedł na emeryturę, ale do 1987 r. pracował w biurze konstrukcyjnym na pół etatu. Zmarł 1 lutego 2001 r. i został pochowany w grobie rodzinnym na warszawskich Powązkach Wojskowych (kw. H-1-23/24).

## Ordery i odznaczenia
Za swą pracę został odznaczony:
- Krzyżem Kawalerskim Orderu Odrodzenia Polski,
- Złotym Krzyżem Zasługi,
- Srebrnym Krzyżem Zasługi,
- Brązowym Krzyżem Zasługi,
- Odznaką zasłużonego dla WSK-Okęcie.